# Jean de Ribas
Jean de Ribas, (en espagnol : Juan de Ribas), né en Espagne et mort en Nouvelle-Espagne, est un missionnaire espagnol franciscain du XVIe siècle envoyé en Nouvelle-Espagne. Il est l'un des membres du groupe dit des Douze Apôtres du Mexique.

## Biographie
Entré chez les Franciscains de la province de Saint Gabriel en Espagne, il est choisi en 1523 pour faire partie du groupe de missionnaires envoyé en Nouvelle-Espagne pour y commencer l'évangélisation du Nouveau Monde.
Si l'on sait peu de choses sur sa vie de missionnaire, son prestige serait d'avoir baptisé un grand nombre d'indigènes. Il fut aussi le gardien du couvent franciscain de Mexico.